# Alcaraz
Alcaraz község Spanyolországban, Albacete tartományban. Lakosainak száma 1304 fő (2024).

## Fekvése
Alcaraz Balazote, El Ballestero, Bogarra, El Bonillo, Masegoso, Montiel, Peñascosa, Povedilla, Salobre, Vianos, Villaverde de Guadalimar, Viveros, Robledo, Paterna del Madera, Villapalacios, Bienservida, Albaladejo, Villanueva de la Fuente, Lezuza, Casas de Lázaro, Molinicos, Riópar, Villarrodrigo és Torres de Albanchez községekkel határos.

## Népesség
A település lakosságának változását az alábbi diagram mutatja:
| Lakosok száma | 1740 | 1735 | 1722 | 1664 | 1608 | 1533 | 1463 | 1351 | 1310 | 1304 |
|               | 2001 | 2004 | 2006 | 2009 | 2011 | 2014 | 2016 | 2019 | 2021 | 2024 |